# MetalSeadramon
MetalSeadramon je fitkvni lik iz Digimon franšize koji se, kao jedan od Gospodara tame, pojavljuje kao neprijatelj u prvoj sezoni animea, Digimon Adventure. Njegov nadmiak je Oklopljeni Kralj Mora, a dobio ga je zbog činjenice da je njegovo tijelo izgrađeno od digitalnog kromiranog metala (kromirani digizoid). Ovo, kombinirano s njegovom agilnošću i brzinom, čini ga naizgled nepobjedivim protivnikom u vodi. Jedan je od rijetkih vodenih Digimona koji može letjeti, te jedini od Gospodara koji ima tu sposobnost (izuzev Piedmona, no on za to mora koristiti čaroliju). Ujedno je i najbrži Digimon unutar vode. Ujedno je jedini antagonist u prvoj sezoni koji nije Virus, već Data tipa izuzev Apocalymona, no njegov je tip nepoznat. 

## Pojavljivanja

### Anime

#### Digimon Adventure
Neosporivi vladar Oceana i obalnih područja, MetalSeadramon se pokazao kao strah i trepet mora Digitalnog svijeta. Iako iznimno moćan, jako je arogantan i ima slabe živce, tako da u trenutku neuspjeha pobijesni. Iako jedan od Gospodara tame, bio je u mnogočemu drugačiji od svojih "kolega", što je moglo biti zbog činjenice da je jedini od njih bio Data tip, time automatski drugačijih nazora. Svoje neprijatelje voli uništiti bez odugovlačenja, brzo i efikasno, zbog čega se i svađao s Piedmonom i Puppetmonom oko načina na koji djeca trebaju biti uništena. Također, ne uništava svoje pomoćnike iz čistoga užitka i nema takav običaj. Jedini put kada je ubio nekoga bio je to Scorpiomon, koji je kažnjen jer iz nekoliko pokušaja nije uspio uhvatiti djecu. 
Prilikom povratka djece u Digitalni svijet, MetalSeadramon je bio prvi Gospodar tame koji ih je napao, iznenadivši ih svojim najjačim napadom. Kombinirani napadi svih Champion Digimona nisu bili dovoljni da mu nanesu nekakvu štetu. Kada je Piximon došao u pomoć djeci, MetalSeadramon je bio taj koji je locirao kuglu u kojoj su se nalazili, no djeca su tada uspjela pobjeći. Promatrajući ih sa Spiralnog brijega, MetalSeadramon je odlučio prvi krenuti na djecu jer su se nalazila na Shellmonovoj plaži koja je bila dio njegovog teritorija, obećavši kako će ih se riješiti jednom za svagda. 
Njegov prvi pokušaj napada sastojao se od zarobljavanja djece u kućici na plaži uz pomoć Scorpiomona, svog podanika. No, Mimi i Joey su zaostali i tako izbjegli ulazak u kućicu. MetalSeadramon je nagradio Scorpiomona školjkama i planirao svojom Zmajevom vatrom ubiti djecu, no uočio je da nisu svi na broju. Poslao je Scorpiomona da pronađe Joeyja i Mimi, no Lillymon i Zudomon su ga svladali i ošamutili. Tada su ga odnijeli do kućice na plaži i zamijenili ga s djecom koja su bila unutra. To se dogodilo u posljednjem trenutku jer je MetalSeadramon odlučio uništiti ovih šest, a kasnije se pobrinuti za ostale. No, dok je kućica gorila, a MetalSeadramon likovao, iz nje je izletio Scorpiomon koji je krenuo gasiti vatru koja ga je obuhvaćala. Šokiran i iznenađen, MetalSeadramon je kaznio Scorpiomona zbog nesposobnosti i ubio ga. Tada je krenuo za djecom koja su bježala na Zudomonovim leđima. Kako je bio najbrži Digimon u vodi, djeca nisu imala prevelike šanse, no u posljednji ih je trenutak spasio Whamon, pobjegavši tako, privremeno, MetalSeadramonu.
Djeca se nalaze u Whamonovom želucu, privremeno sigurni od MetalSeadramona. Izzy pokušava pronaći način kako poraziti Gospodara tame i zaključi kako bi WarGreymon, pomoću kandži koje ima na rukama, mogao nanijeti značajnu štetu MetalSeadramonu, čije je tijelo izrađeno od istog materijala. Uskoro Divermoni, koje je poslao MetalSeadramon, pronalaze Whamona, no ovaj im uspijeva pobjeći tako što odlazi duboko u ocean, što uzrokuje uništavanje ronilačke opreme Divermona zbog prevelikog tlaka. No, MetalSeadramon saznaje njihovu lokaciju i kreće u lov, da bi ih na koncu i susitgao. Whamon uspijeva pobjeći kroz jednu spilju, no bijeg je privremen jer, nedugo nakon što izađu na površinu, dolazi i MetalSeadramon. Djeca narede Whamonu da se povuče jer je zbog svoje veličine prelaka meta. Agumon Digivoluira u WarGreymona i započne borbu s MetalSeadramonom. No, ovaj ga u jednom trenutku uspijeva uhvatiti u usta i odvesti pod vodu, gdje je nepobjediv. U ovoj bezizlaznoj situaciji, u pomoć dolazi Whamon koji udarom destabilizira MetalSeadramona i ovaj pusti WarGreymona. Ali, u napadu bijesa, MetalSeadramon napadne Whamona i ubije ga. WarGreymon tada lansira posljednji napad na MetalSeadramona, istovremeno blokirajući njegovu Moćnu bujicu, i proleti kroz njega svojim tijelom, tako ga ubijajući. Djeca se opraštaju od Whamona dok se ubijeni MetalSeadramon počinje raspadati na čestice i raspršivati u zraku. Takva situacija nije se dogodila ni s jednom od preostalih Gospodara tame, a isto se dogodilo i Whamonu. Ubrzo se Ocean počinje povlačiti, čime djeca shvate da će uništenjem svakog od Gospodara tame morati uništiti i Digitalni svijet.

#### Digimon Tamers
MetalSeadramon bio je jedan od Digimona koji se mogao vidjeti tijekom Vikaralamonove "parade" gradom koja je otvorila vrata u Digitalni svijet. Kasnije, mogao se vidjeti među brojnim Mega Digimonima koji su priskočili u pomoć Vrhovnim Digimonima u borbi protiv D-Reapera. 

### Igre

#### Digimon Digital Card Battle
Zajedno s Puppetmonom, Machinedramonom i Piedmonom, MetalSeadramon se pojavljuje kao protivnik u regiji Infinity Tower. Njegova karta pripada Vodenoj skupini, a može se dobiti fuzijom MegaSeadramona i WaruSeadramona.

#### Digimon World 2
MetalSeadramon se, kao i ostali Gospodari tame, može susresti i u ovoj igri, a igrivi Digimon može postati nakon što se Digivoluira MegaSeadramon. 

#### Digimon World 3
MetalSeadramon se može susresti u Podvodnoj bazi Magasta, dok se njegova crna varijacija može susresti u Gunslingeru. Kao karta, može se dobiti plava Mega karta sa statistikom 42/38.

#### Digimon World DS
U ovoj se igri može dobiti Digivoluiranjem MegaSeadramona s Lv. 41+ i vodenim EXP 6000+, a može ga se susresti i u regiji Under Sea Drive.

#### Digimon World Dawn/Dusk
MetalSeadramon se dobiva Digivoluiranjem MegaSedramona kada je level 55+, strojni EXP 10000+ i vodeni EXP 11000+. Također se može susresti u regiji Macro Sea. Pojavljuje se i kao boss tijekom Ebidramonove misije u Dawnu, gdje igrača izaziva na Macro borbu. Nakon što buva poražen, izražava svoje zadovoljstvo borbom i igraču pokloni DigiMarine.

#### Digimon World Championship
MetalSeadramon se može dobiti Digivoloiranjem MegaSeadramona koji je skupio 18 borbi, 50% pobjeda i 1 promjenu u Digi-jaje. Može se dobiti i Digivoluiranjem Whamona.

## Sposobnosti
- Moćna bujica (Ultimate Stream) - ispali enormni laserski udar energije iz topa na nosu
- Veliki ledeni udar (Giga Ice Blast) - ispusti veliki udar leda iz usta
- Zmajeva vatra (Dragon's Flame) - počinje rigati vatru
- Životni stisak (Hail Squeeze) - istisne život iz svojih protivnika
- Posejdonov rez (Poseidon Divide) - napadne neprijatelje velikom snagom, nastojeći ih omamiti

## Zanimljivosti
- Jedini je antagonist iz prve sezone čiji tip nije Virus, već Data, što je bio mogući razlog njegova neslaganja s ostalim Gospodarima tame.
- Kao i Piedmon (koji ima jednu), ima svoje varijacije, i to dvije - ChaosMetalSeadramona i GigaSeadramona

## Vanjske poveznice
MetalSeadramon na Digimon Wiki